# Josef Pinkava
Pour les articles homonymes, voir Pinkava.
Josef Pinkava, né le 25 novembre 1919 à Dobrošov et mort le 5 avril 2006 à Zlín, est un réalisateur tchèque de longs métrages, en particulier de films pour enfants et adolescents.

## Biographie
Josef Pinkava est né à Dobrošov près de Náchod et étudie au lycée de Náchod. Pendant la guerre, il ne peut étudier à l'université, mais il obtient son diplôme de l'Institut des enseignants et enseigne dans des écoles rurales pendant quelques années. Il s'intéresse à la photographie et au cinéma. En 1946, il trouve un emploi dans un studio de cinéma à Zlín grâce à une annonce. Il commence à travailler comme assistant réalisateur sur des courts métrages documentaires, des films scientifiques populaires, des films pédagogiques et des films scolaires. De 1949 à 1957, il est également engagé comme réalisateur et scénariste. À la fin des années 1950, il collabore avec la réalisatrice Hermína Týrlová sur les parties en prises de vues réelles des films d'animation pour enfants Uzel na kapesníku (Le Nœud du mouchoir) (1958) et Ztracená panenka (La Poupée perdue) (1959). En 1959, il crée son premier moyen métrage indépendant pour enfants, Pětikoruna (1959) qui est suivi par le court métrage Kino (1961), qui est remarqué lors du Festival international du film de Venise. Pinkava inaugure la tradition des longs métrages pour enfants au Gottwald Film Studio. En 1962, il réalise son premier long métrage, Prázdniny s Minkou (Vacances avec Minka), qui reçoit une reconnaissance et des récompenses internationales. Il est suivi par Ivana v ataku (1963). Avec les films Neobyžná třída (1964) et Kočky neberem (1966), il entre avec assurance dans le domaine du cinéma pour jeunes et adultes. Les longs métrages Automat na přání (1967) et Kapitán Korda (1970) confirment la capacité de Pinkava à travailler avec des enfants acteurs et à capturer les recoins, les rêves, le côté ludique et la douleur du monde d'un enfant. Le film Metráček (1971), qui raconte l'histoire d'une jeune fille aux prises avec un surpoids, devient un film culte parmi les adolescents,.
En 1969, il est exclu du Parti communiste tchécoslovaque. Il ne peut se consacrer à la fiction de long métrage pendant sept ans. Il n'y revient qu'en 1977 avec le film Terezu bych kvůli žádné holce neopustil (Je ne quitterais Teresa pour aucune fille). En 1979, il réalise une suite libre au film Chlapi přece nepláčou (basé sur le livre de Maria Kubátová, Captain Korda). Kopretiny pro zámeckou paní (Marguerites pour la Dame du Château) (1981, d'après l'original de Stanislav Rudolf) lui apporte un autre grand succès, notamment auprès du jeune public. En 1985, il tourne la comédie Pohlaď kočce uši (Caresse les oreilles du chat), d'après un scénario de sa fille Hana Pinkavová (cs), sur les aventures d'une chorale dans un camp de vacances.
Josef Pinkava a également travaillé sur des séries télévisées pour enfants telles Nikdo není doma (Personne n'est à la maison) (1972), Jedno malé sídlisko (Un petit lotissement) (1978) et Mluvit o škole přísně zakázáno! (Parler de l'école est strictement interdit !) (1983).
En 1990, il doit réaliser le film prévu de longue date Mami, nebuď bačkora! dans l'environnement d'une petite classe dans des montagnes (scénario de Hana Pinkavová) mais, après des changements dans la dramaturgie et la gestion du studio de cinéma de Zlín, la production du film est interrompue.
Josef Pinkava a reçu plus de 30 prix dans des festivals de cinéma nationaux et étrangers pour son travail. En 1997, il a reçu la Pantoufle d'or au Festival du film de Zlín pour sa contribution à la cinématographie pour enfants et jeunes. Le point culminant symbolique de sa carrière est le prix de la ville de Zlín, qu'il reçoit en 1999 pour son travail de toute une vie au studio de cinéma local.
Josef Pinkava est décédé à Zlín le 5 avril 2006. Lui et sa femme ont élevé deux enfants. Sa fille, Hana Pinkavová, est également impliquée dans le cinéma, notamment dans les documentaires.

## Filmographie

### Scénarios
- 1967 : Automat na přání
- 1977 : Terezu bych kvůli žádné holce neopustil
- 1981 : Kopretiny pro zámeckou paní (cs)

### Réalisations
- 1963 : Ivana v útoku
- 1962 : Prázdniny s Minkou
- 1963 : Neobyčejná třída
- 1965 : Kočky neberem
- 1967 : Automat na přání
- 1970 : Kapitán Korda
- 1971 : Metráček
- 1977 : Terezu bych kvůli žádné holce neopustil
- 1979 : Chlapi přece nepláčou
- 1981 : Kopretiny pro zámeckou paní (cs)
- 1985 : Pohlaď kočce uši
- 1986 : V městě bydlí Gulliver
- 1992 : Zázračné dítě